# Terry Pheto
Terry Pheto (Evaton, 11. svibnja 1981.) južnoafrička je glumica. Poznata je po ulozi Miriam u Oscarom nagrađenom filmu Tsotsi.

## Filmografija
- Tsotsi (2005.)
- Catch a Fire (2006.)
- Mafrika (2008.)
- Kako ukrasti dva milijuna (2012.)

## Vanjske poveznice
- Terry Pheto u internetskoj bazi filmova IMDb-u (engl.)